# 少年魔法師電影版
《少年魔法師電影版》（英語：Wizards of Waverly Place: The Movie）是一部由電視劇《少年魔法師》改編的原創電影。

## 劇情
魯索一家要去加勒比海度假，由於艾莉絲在出發前用魔法偷偷溜出去參加聚會而闖了禍，傑瑞在出發之前沒收了他們的魔杖。但是賈斯汀把家庭魔杖偷帶出來了，而艾莉絲同時也把家裡的魔法禁書偷出來了。在旅行中艾莉絲想和島上遇到的帥哥哈維爾出去參加聚會，她媽媽泰麗莎阻止了她。她試圖用同意咒讓家人同意卻由於魔力不夠而求助哥哥賈斯汀。然而在施法的過程中被媽媽發現而被關兩個月禁閉，不准使用魔法。艾莉絲拿著魔杖的時候喊著希望爸媽從未遇到過。魔咒生效以後她父母不記得他們了。因此他們必須在48小時內解除咒語，否則魔法邏輯會讓他們三人永久性的消失。
為了解除咒語艾莉絲和賈斯汀找到了失去魔力的前魔法師艾奇一起去尋找能夠實現任何願望和解除任何咒語的夢幻石。同時他們的弟弟則負責讓他們的父母愛上對方。一天以後他們仍未回來，因此麥斯向傑瑞求助，幫他尋找去找魔法師的哥哥和姐姐。出發之前泰麗莎也加入了。
在經歷一番冒險以後他們最終找到了夢幻石，但是被艾奇跟隨的鸚鵡吉賽爾(被變成鳥的魔法師)搶走了。麥斯和他們父母隨後趕到，但是他們不肯相信自己有三個孩子。後來時間到了麥斯消失了。為了阻止賈斯汀和艾莉絲消失他們必須提前進行魔法競賽成為完全的魔法師才能解除那個咒語。於是傑瑞把他們帶到了戰場進行競賽。同時泰麗莎去找那個魔術師要夢幻石。
吉賽爾得到夢幻石以後變回了人形。但是她拋棄了艾奇並拒絕將夢幻石交給泰麗莎幫助艾莉絲他們解除咒語。艾奇偷回夢幻石把她變回了鸚鵡並把夢幻石給了泰麗莎，泰麗莎用夢幻石來到了艾莉絲他們競賽的地方。艾莉絲雖然獲得勝利成為了全能的魔法師，但是賈斯汀這時也消失了。艾莉絲試圖解除咒語但沒有成功，泰麗莎剛好趕到將夢幻石給她，傑瑞也告訴她做得好的話可以在保留完全魔力的前提下讓兄弟們回來。但是艾莉絲為了父母能記得他們而放棄了全能魔法師的能力，許願一切回到原狀。於是艾莉絲回到了泰麗莎剛阻止艾莉絲用家庭魔杖施同意咒的時候。 
艾莉絲很高興一切回到了原狀，他父母對這件事沒有印象，不過對子女態度轉變感到十分訝異。賈斯汀和麥斯保留了這段記憶。其他人是否有這段記憶則未知。

## 演員
- 賽琳娜·戈梅茲 饰 艾莉絲·魯索(Alex Russo)
- 大衛·亨利 饰 賈斯汀·魯索(Justin Russo)
- 傑克·奧斯汀 饰 麥斯·魯索(Max Russo)
- 大衛·德路易斯 饰 傑瑞·魯索(Jerry Russo)
- 瑪莉亞·坎諾·芭瑞拉（英语：Maria Canals-Barrera） 饰 泰麗莎·魯索(Theresa Russo)
- 珍妮佛·史東 饰 海波·芬克(Harper Finkle)
- 史提夫·瓦倫丁 饰 艾奇(Archie)，失去魔力的前魔法師
- 珍妮佛・亞頓 饰 吉賽爾（Giselle），艾奇的跟隨，被變成鸚鵡的魔法師
- 澤維爾·安立奎·托雷斯（英语：Xavier Enrique Torres） 饰 哈維爾(Javier)

## 拍攝
本片是分別在波多黎各和洛杉磯以及紐約等地取景。從2009年2月16日拍攝製至3月27日。

## 發行
本片於2009年8月28日在美國迪士尼頻道首映。

## 迴響
本片在首播當日有1140萬觀眾收看，是美國收視第二名，僅次於《歌舞青春2》。也是2009年改編電影最高收視紀錄。

## 獲獎
本片於2010年獲得第62屆艾美獎最佳兒童類節目。